# Dolgeville
Dolgeville es una villa ubicada en los condados de Herkimer y Fulton en el estado estadounidense de Nueva York. En el año 2000 tenía una población de 2,166 habitantes y una densidad poblacional de 456 personas por km².

## Geografía
Dolgeville se encuentra ubicada en las coordenadas 43°6′8″N 74°46′20″O / 43.10222, -74.77222.

## Demografía
Según la Oficina del Censo en 2000 los ingresos medios por hogar en la localidad eran de $30,863, y los ingresos medios por familia eran $38,646. Los hombres tenían unos ingresos medios de $29,667 frente a los $17,500 para las mujeres. La renta per cápita para la localidad era de $14,787. Alrededor del 10.9% de la población estaban por debajo del umbral de pobreza.